# Acacia barakulensis
Acacia barakulensis é uma espécie de leguminosa do gênero Acacia, pertencente à família Fabaceae.